# Bogislaus Philipp Michaelis
Bogislaus Philipp Michaelis, auch Bogislaw Philipp Michaelis, (* 28. August 1606 in Stettin; † 26. Dezember 1656) war Jurist, königlich-schwedischer Hofrat und Diplomat.
Bogislaus Philipp Michaelis war ein Sohn des Juristen und späteren Stettiner Bürgermeisters Clemens Michaelis. Daniel Cramer unterrichtete ihn als Hauslehrer, bevor er das Fürstliche Pädagogium in Stettin besuchte. Ab 1625 studierte er an der Universität Wittenberg und ab 1626 an der Universität Tübingen. Im folgenden Jahr unternahm er eine Reise durch die Schweiz, Frankreich und die Niederlande. Danach war er Hauslehrer für den Sohn des dänischen Kanzlers. 1633 ging er nach Rostock. Im Juli 1635 wurde er Referendar am Hofgericht in Stettin.
Anfang 1645 reiste er im Auftrag der Grafen von Eberstein-Naugard nach Hessen, um die Hinterlassenschaften des verstorbenen Grafen Kaspar von Eberstein zu holen. 1651 wurde ihm der Titel eines Wirklichen hinterpommerschen Hofrat verliehen.
Vom schwedischen König wurde er mehrmals als Vertreter Schwedisch-Pommerns zu den Kreistagen des Obersächsischen Reichskreis entsandt, so 1654 zusammen mit dem Kanzler Friedrich Bohl nach Leipzig, im selben Jahr nach Frankfurt (Oder) und zuletzt im Oktober 1656 erneut nach Leipzig.
Er starb Ende 1656. Die Leichenpredigt, die der Stettiner Pastor und Professor Joachim Fabricius verfasste, ist überliefert.